# Aral (Kazakhstan)
Aral, també conegut com a Aralsk o Aral'sk, (kazak: Арал, rus: Аральск) és una petita ciutat del sud-oest del Kazakhstan, situada a la província del Khizilordà. És la capital del districte d'Aral. Aral té una població de 29.987 habitants (2009).
La ciutat fou antigament un port pesquer i una ciutat portuària a la riba del mar d'Aral, i era un important proveïdor de peix internacionalment. Això s'acabà, però, quan a partir del 1960 començà la recessió del mar d'Aral, igual que a la ciutat de Moynaq, a l'altra banda del mar.

## Història

### Primer assentament
El 1817, hi havia un assentament anomenat Alty-Kuduk, prop de l'actual ciutat d'Aral. Per allí hi passa actualment un ferrocarril que passa pel sud de la localitat. Des de la dècada de 1870, l'assentament fou anomenat Aralsky. El desenvolupament d'Aral va començar quan s'acabà de construir el ferrocarril d'Orenburg-Taixkent (1899-1905), ja que aleshores es construí una estació de ferrocarril que la connectava amb altres localitats, i encara actualment continua funcionant. La història oficial d'Aralsk començà aquell mateix any.

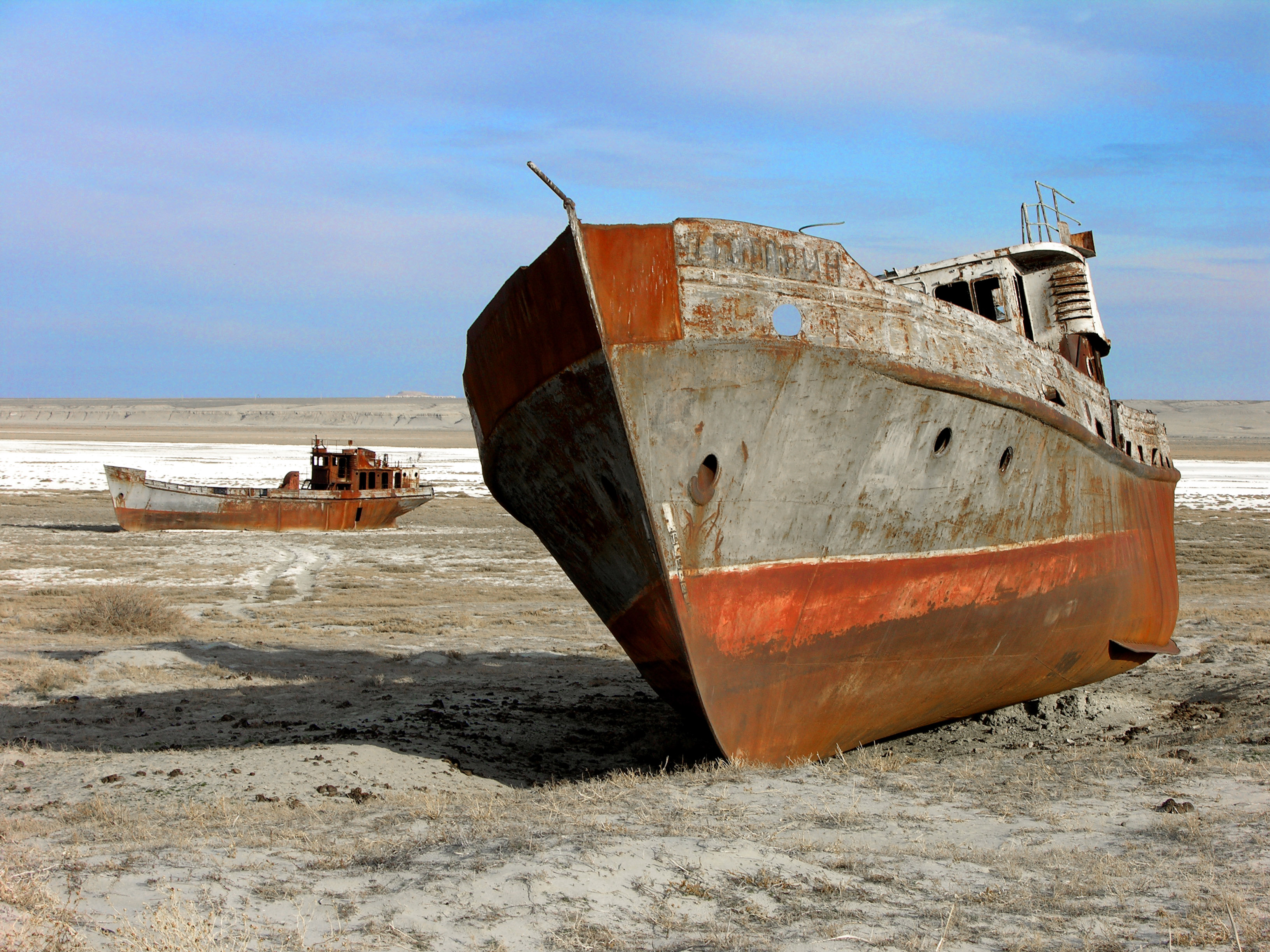
Vaixells abandonats a Aral

El 1905, tot de comerciants russos organitzaren grans empreses pesqueres i van formar una empresa anònima a Aral. Fou aleshores el començament de la pesca al mar d'Aral, així com es construïren plantes de fabricació de vaixells per a la pesca.
Després de la Revolució, l'estació de tren d'Aral s'amplià molt, canviant el nom d'aquella per "Aralskoye more (mar)". El poble d'Aral també s'amplià molt, de manera que el 1938 Aral i el districte d'Aral es convertiren en una part important de la recentment formada província del Khizilordà, i aleshores la localitat es convertí en la ciutat pesquera més important del territori, important peix arreu d'Euràsia.

### Decadència

Mapa en què es veu a partir de l'any 2005 una recuperació del Mar d'Aral Nord, acostant-se cada cop més a la ciutat d'Aral.

Els anys de prosperitat i la gran pesca de la ciutat continuaren fins al 1960, any que, a causa de la desviació per part dels soviètics dels rius que desemboquen al mar d'Aral -Amudarià i Sirdarià- per a regar grans extensions de cotó, el nivell del mar anà descendint progressivament, deixant Aral sense costa, ja que aquesta el 1990 ja es trobava a 100 km de la ciutat.

Recuperació via satèl·lit del Mar d'Aral Nord

Des que el mar marxà d'Aral, la ciutat ha disminuït considerablement en població i importància socioeconòmica, el que resulta en alts nivells d'atur. També hi ha greus problemes de salut per a la població local causada per productes químics tòxics en l'aire exposats al vent per les aigües en retirada i, possiblement, dels agents químics i biològics insegurs emmagatzemats a l'illa de Vozrozhdeniya. Fins i tot arribà un brot de verola el 1971 procedent d'aquests agents.

### El retorn del mar
L'octubre del 2003, el govern del Kazakhstan amb l'ajuda del Banc Mundial construí un gran presa de ciment, el dic Kokaral, per a separar les dues meitats del mar d'Aral (l'Aral Nord i Sud), mantenint i augmentant així el nivell de l'aigua al nord del mar, recuperant la pesca i reduint el nivell de salinitat.
Des que es va construir la presa, la pesca ha tornat i el nivell d'aigua al nord ha augmentat notablement, situant la ciutat d'Aral a 100 quilòmetres de la costa l'any 2003 a només 12 l'any 2015. Es calcula que prop de l'any 2020 la ciutat recuperarà la costa i tornarà a tenir port.

## Geografia

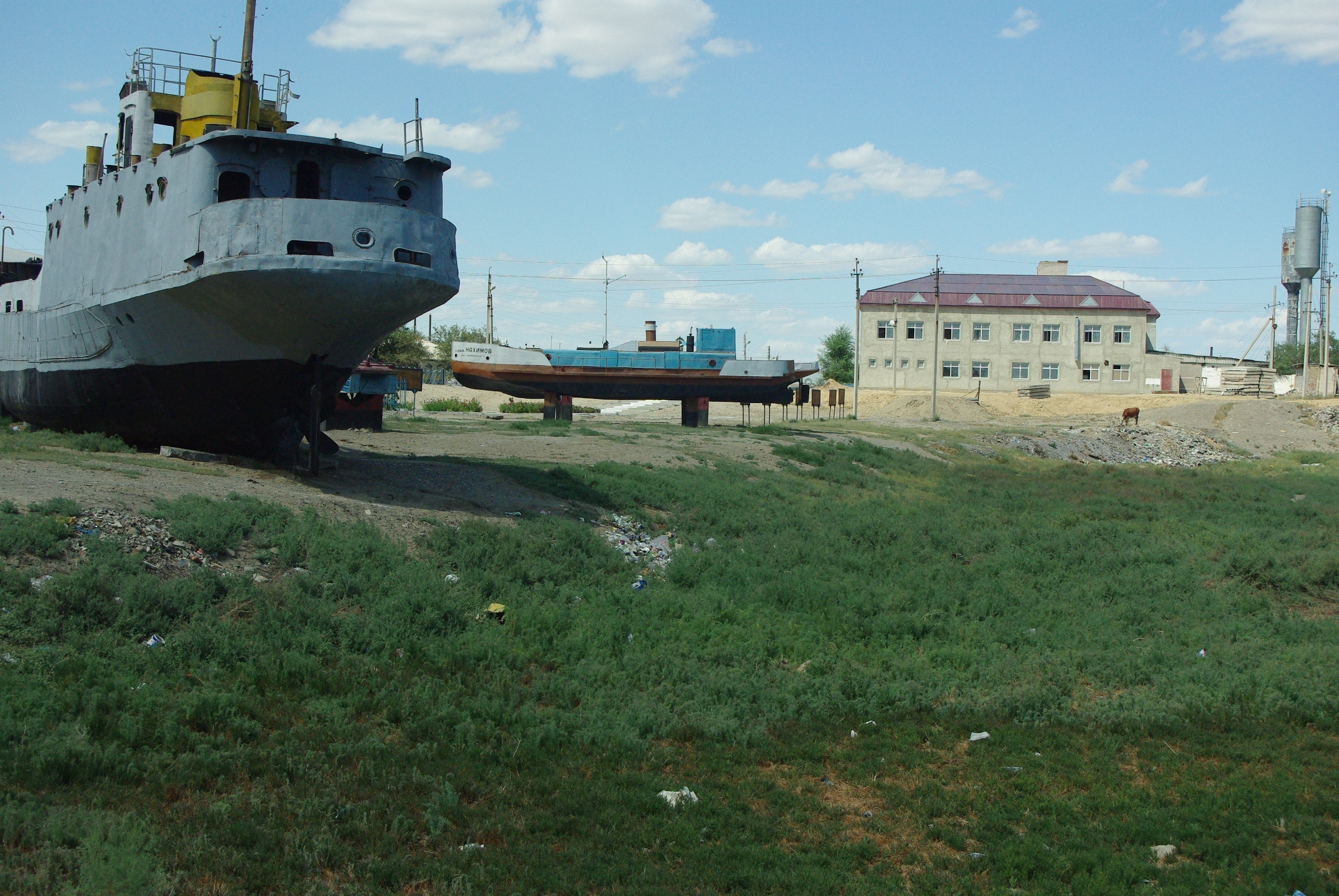
Herba als afores d'Aral

El terreny de la zona d'Aral és pla tot i que lleugerament elevat, amb el pendent general del terreny fins al mar d'Aral. L'alçada d'Aral és d'entre 55–71 m. La part oriental del territori està ocupat per zones sorrenques. L'altura dels turons de sorra i dunes és de 5–25 m.
En el territori no hi ha rius amb curs d'aigua perenne. L'aigua és als rius efímers, barrancs entre fusió de la neu i les pluges de primavera. Al sud del territori avança el Mar d'Aral Nord.
La vegetació és àrida i semiàrida, formada principalment per herba (estípia, artemísa) i arbustos mitjans (tamarix, ginesta). L'àlgui està àmpliament distribuït. A la ciutat també hi trobem alguns arbres, sent el més abundant l'om xinès.

## Clima
Aral té un clima desèrtic fred (Classificació climàtica de Köppen BWk). El clima entre les estacions es nota molt, amb molt fred a l'hivern i molta calor a l'estiu. L'escassetat de precipitació (136 mm per any) també fa que la zona sigui relativament deserta.

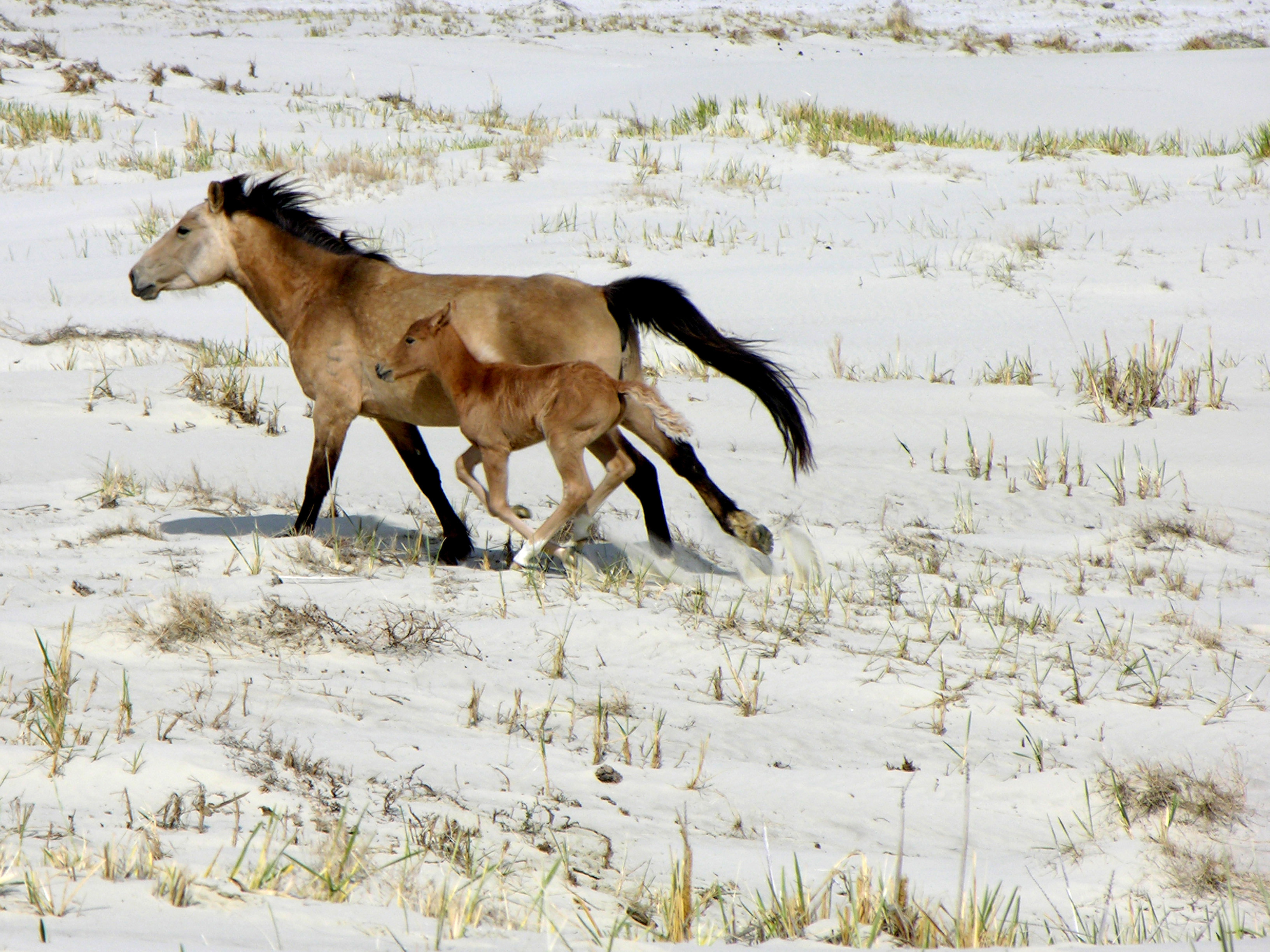
Cavalls cavalcant sobre una zona nevada on abans hi havia el mar d'Aral

L'hivern (mitjans de novembre - mitjans de març), es dona amb nuvolositat variable i boires freqüents. La temperatura mitjana durant el dia és d'entre -5 i -10 C, i durant la nit pot baixar més de -25 C (mínima absoluta - 42 °C). Les glaçades constants comencen al desembre. La precipitació ocorre principalment en forma de neu. La capa de neu es forma a la segona quinzena de desembre i dura fins a finals de març; el gruix mitjà sol ser de 16 cm, encara que en un hivern fred pot ser de 30 cm). La profunditat mitjana de congelació del sòl és d'1,3 m.

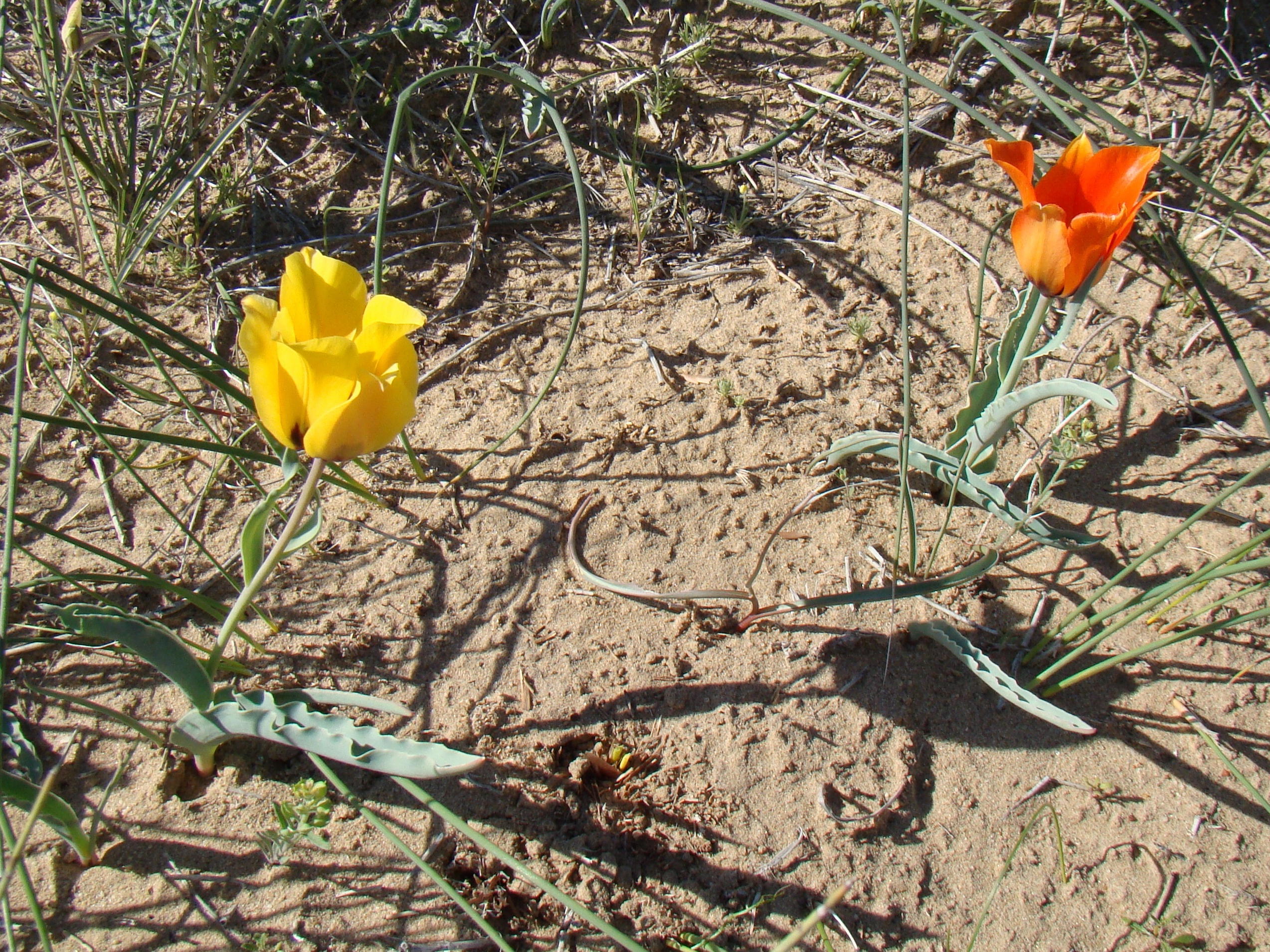
Tulipes a la primavera a la sortida d'Aral

La primavera (mitjans de març a abril) és càlida, amb temps inestable a la primera meitat. La temperatura de l'aire en el començament de l'estació es queda entre -1 i -10 °C durant el dia, mentre que a la nit pot baixar fins a -10 °C; Al final de l'estació de dia es pot arribar als 25 °C mentre que de nit entre -1 °C a 8 °C La precipitació es dona en forma de pluges curtes, de vegades amb neu.
L'estiu (maig - mitjans de setembre) es caracteritza per un temps estable, calorós i clar. La temperatura de l'aire durant el dia és de 30 a 35 °C (màx. 46,9 °C), mentre que a la nit la temperatura descendeix a 15 °C. A l'estiu sol haver-hi tempestes de sorra.
La tardor (mitjans de setembre - mitjans de novembre) - sol ser seca, fresca i ennuvolada. La temperatura del dia es queda entre 5 i 25 °C, i a la nit baixa d'entre 5 i -5 °C La precipitació es dona en forma de plugim a la segona quinzena de novembre, de vegades amb la caiguda de neu humida.

Els vents de la primavera i l'estiu són sobretot occidentals i nord-occidentals, mentre que a la tardor i hivern són d'est i nord-est. La velocitat del vent és de 3.7 m/s. Al llarg de l'any (especialment a l'hivern i primavera) s'observen sovint forts vents amb una velocitat de 15 m/s o més (45 dies l'any).
| Dades climàtiques a Aral           | Dades climàtiques a Aral | Dades climàtiques a Aral | Dades climàtiques a Aral | Dades climàtiques a Aral | Dades climàtiques a Aral | Dades climàtiques a Aral | Dades climàtiques a Aral | Dades climàtiques a Aral | Dades climàtiques a Aral | Dades climàtiques a Aral | Dades climàtiques a Aral | Dades climàtiques a Aral | Dades climàtiques a Aral |
| Mes                                | gen                      | febr                     | març                     | abr                      | maig                     | juny                     | jul                      | ag                       | set                      | oct                      | nov                      | des                      | anual                    |
| ---------------------------------- | ------------------------ | ------------------------ | ------------------------ | ------------------------ | ------------------------ | ------------------------ | ------------------------ | ------------------------ | ------------------------ | ------------------------ | ------------------------ | ------------------------ | ------------------------ |
| Màxima rècord °C (°F)              | 6.3 (43.3)               | 17.8 (64)                | 29.2 (84.6)              | 33.9 (93)                | 39.9 (103.8)             | 46.9 (116.4)             | 44.8 (112.6)             | 44.4 (111.9)             | 41.0 (105.8)             | 32.6 (90.7)              | 24.7 (76.5)              | 10.3 (50.5)              | 46.9 (116.4)             |
| Màxima mitjana °C (°F)             | −6.6 (20.1)              | −5.1 (22.8)              | 3.7 (38.7)               | 17.7 (63.9)              | 25.7 (78.3)              | 32.3 (90.1)              | 34.2 (93.6)              | 32.4 (90.3)              | 25.2 (77.4)              | 15.4 (59.7)              | 4.1 (39.4)               | −3.7 (25.3)              | 14.6 (58.3)              |
| Mitjana diària °C (°F)             | −10.6 (12.9)             | −9.6 (14.7)              | −1.4 (29.5)              | 11.2 (52.2)              | 18.9 (66)                | 25.5 (77.9)              | 27.6 (81.7)              | 25.5 (77.9)              | 18.0 (64.4)              | 8.9 (48)                 | −0.4 (31.3)              | −7.6 (18.3)              | 8.8 (47.8)               |
| Mínima mitjana °C (°F)             | −14.4 (6.1)              | −13.6 (7.5)              | −5.6 (21.9)              | 5.2 (41.4)               | 12.1 (53.8)              | 18.2 (64.8)              | 20.5 (68.9)              | 18.3 (64.9)              | 11.1 (52)                | 3.2 (37.8)               | −4 (25)                  | −11 (12)                 | 3.3 (37.9)               |
| Mínima rècord °C (°F)              | −37.9 (−36.2)            | −37.2 (−35)              | −36.1 (−33)              | −15.9 (3.4)              | −5.4 (22.3)              | 3.6 (38.5)               | 8.2 (46.8)               | 5.4 (41.7)               | −4.4 (24.1)              | −15.7 (3.7)              | −31.6 (−24.9)            | −34.8 (−30.6)            | −37.9 (−36.2)            |
| Precipitació mitjana mm (polzades) | 12 (0.47)                | 11 (0.43)                | 15 (0.59)                | 12 (0.47)                | 15 (0.59)                | 15 (0.59)                | 8 (0.31)                 | 5 (0.2)                  | 6 (0.24)                 | 12 (0.47)                | 13 (0.51)                | 12 (0.47)                | 136 (5.35)               |
| Mitjana de dies de pluja           | 4                        | 3                        | 6                        | 8                        | 10                       | 7                        | 8                        | 5                        | 5                        | 7                        | 7                        | 5                        | 75                       |
| Mitjana de dies de neu             | 16                       | 12                       | 7                        | 1                        | 0                        | 0                        | 0                        | 0                        | 0                        | 1                        | 5                        | 13                       | 55                       |
| Humitat relativa mitjana (%)       | 84                       | 82                       | 76                       | 53                       | 45                       | 37                       | 37                       | 37                       | 43                       | 58                       | 76                       | 82                       | 59                       |
| Mitjana mensual d'hores de sol     | 124                      | 168                      | 198                      | 260                      | 337                      | 363                      | 377                      | 360                      | 296                      | 218                      | 139                      | 106                      | 2.946                    |
| Font: Pogoda.ru.net                |                          |                          |                          |                          |                          |                          |                          |                          |                          |                          |                          |                          |                          |